# Poncho (banda)
Poncho es una banda argentina de música electrónica. Está integrada por el DJ y productor Javier Zuker, Leandro Lopatín (guitarrista de Turf) y Fabián Picciano.

## Historia
Su nombre remite a la prenda típica utilizada en Sudamérica. A la banda le resultó un nombre muy autóctono y folclórico y no tiene traducción.
Este conjunto de tres músicos intercambian los roles de productor, compositor, intérprete de instrumentos varios y programador. Su álbum debut Ponchototal editado en 2009 fue producido por sus tres integrantes, y tenía como fin, ser presentado en forma audiovisual en discotecas, mediante el estudio Punga. Su líder, Javier Zuker, es uno de los DJ con amplia trayectoria en el ámbito local. En sus inicios se desempeñaba como bajista, más tarde empezó a incursionar en la producción. También lideró un proyecto musical fundado en 2003, llamado Zuker XP, el cual incluía también a Fabián Picciano, donde se caracterizaban por realizar mash up en vivo, al estilo del dúo belga Soulwax. Además colaboró en las sesiones de grabación del último álbum de estudio de Gustavo Cerati, Fuerza natural.

## Ponchototal
Su álbum debut Ponchototal fue lanzado el 15 de septiembre de 2009 por Sony BMG. En él, predomina el género synth pop con toques de rock electrónico. Cuenta con una variada lista de invitados locales e internacionales. Los créditos locales lo componen Luis Alberto Spinetta en "Tantra Sky", Banda de Turistas en "Kansas" y Chivas de normA. El bajista de la banda de rock Divididos, Diego Arnedo y la cantante estadounidense Shannon Funchess, la cual colaborara con la banda dance punk Chk chk chk, intervinieron en el track "D.I.S.C.O." Colaboró en la producción del álbum, el DJ y productor inglés Justin Robertson, quien además aportó su voz en "Lend Me the Light".
A mediados de 2011, se lanzó un video musical para la canción "Please Me", protagonizado por la actriz argentina Calu Rivero y además la canción fue utilizada en una publicidad para la cadena de electrodomésticos Frávega. Con él llevaría a la banda a lograr un destacado reconocimiento en su país. La canción interpretada por el vocalista Maxi Trusso fue un gran éxito en Argentina, considerado el éxito del verano de 2012, posicionándose como el más vendido en iTunes Argentina.
En 2012, el reconocido productor inglés Paul Oakenfold decidió versionar "Please Me" añadiéndole una pizca de dance a la canción y re lanzarlo por su sello Perfecto Records.

## Carnaval
Carnaval es el segundo disco de la banda y está compuesto de diez pistas. Fue lanzado el 9 de abril de 2013, por iTunes. aunque también el disco puede escucharse en Spotify. Incluye colaboraciones de Chano de Tan Biónica, en el tema "Una buena decisión"; y de la banda de rock alternativo Boom Boom Kid, cuyo cantante integró la banda popular en la escena underground de la década del '90 Fun People, así como de otros reconocidos artistas.
En diciembre de 2012, lanzaron su sencillo adelanto "Take My Hand". Cuenta con la colaboración tanto en voces como en producción de Liam y Luke May, del dúo británico Medicine8. "Una buena decisión" se lanzó como su segundo sencillo.

## Joya
Es el tercer disco de estudio de la Banda, El cual tiene una impronta más de los 90, Housera. 
La grabación de “Joya” se realizó en los estudios Puchos de Buenos Aires entre 2015 y 2016, y fue mezclado y masterizado en Londres por Gez Deward2
Incluye colaboraciones con artistas de la escena actual como Joaquín Vítola (Indios) y Ale Álvarez (Barco), y grandes artistas como Mimi Maura, Tweety González, Andy Chango y Daniel Melingo.
El álbum está compuesto por 11 pistas, logrando una duración de 56 minutos:
1. Volcan 5:48
2. Flores de Acapulco 4:10
3. The Love You Got 5:08
4. Chui (Á la Folie) 3:40
5. Mi Plantita 3:58
6. Run for life 4:17
7. Si no te alegra la vida 7:53
8. Stop the world 4:52
9. Ice 5:38
10. Superpower 6:16
11. Voy a Soñar con vos 4:31

## Discografía

### 2009:Ponchototal
| Edición estándar |                                                 |                                                           |          |  |
| N.º              | Título                                          | Escritor(es)                                              | Duración |  |
| 1.               | «Are You Ready for Poncho?»                     | Leandro Lopatín, Fabián Picciano                          | 3:26     |  |
| 2.               | «Kansas» (con Banda de Turistas)                | Lopatín, Picciano                                         | 3:35     |  |
| 3.               | «Lend Me the Light» (con Justin Robertson)      | Lopatín, Picciano                                         | 3:39     |  |
| 4.               | «No No No»                                      | Lopatín, Picciano                                         | 3:33     |  |
| 5.               | «D.I.S.C.O.» (con Divididos & Shannon Funchess) | Shannon Funchess, Lopatín, Nicolás Ottavianelli, Picciano | 5:06     |  |
| 6.               | «Please Me» (con Maxi Trusso)                   | Fernando Caloia, Lopatín, Picciano                        | 4:28     |  |
| 7.               | «Sin control» (con Sebastián Argüello)          | Sebastián Argüello, Lopatín, Picciano                     | 3:12     |  |
| 8.               | «Estás ahí?» (con Betty Elizalde)               | Lopatín, Picciano                                         | 3:42     |  |
| 9.               | «De nuestra mayor consideración»                | Lopatín, Picciano                                         | 4:23     |  |
| 10.              | «Tantra Sky» (con Luis Alberto Spinetta)        | Lopatín, Picciano, L. A. Spinetta                         | 3:58     |  |

| Edición especial (Remixes) |                                                                |          |  |
| N.º                        | Título                                                         | Duración |  |
| 11.                        | «Please Me» (Oakenfold Mix Club Edit)                          | 6:59     |  |
| 12.                        | «Please Me» (Oakenfold Mix Miami Mix)                          | 6:59     |  |
| 13.                        | «Please Me» (Rory Phillips Vocal)                              | 5:56     |  |
| 14.                        | «Please Me» (Mariano Trocca Remix)                             | 6:21     |  |
| 15.                        | «Please Me» (DJ Paul Remix)                                    | 6:44     |  |
| 16.                        | «Tantra Sky (feat. Luis Alberto Spinetta)» (Silver City Remix) | 6:29     |  |
| 17.                        | «D.I.S.C.O.» (Deastock 33's Remix)                             | 5:53     |  |
| 18.                        | «D.I.S.C.O.» (Krmpck Remix)                                    | 5:52     |  |
| 19.                        | «Kansas (feat. Banda de Turistas)» (Medicine8 Mix)             | 6:55     |  |
| 20.                        | «Sin control» (TJ Descontrol)                                  | 6:28     |  |
| 21.                        | «Mimi Maura – Hacía la eternidad» (Poncho Remix)               | 4:45     |  |
| 22.                        | «Tom Tom Club – Genius of Love» (Poncho Remix)                 | 3:57     |  |

### 2013:Carnaval
| Edición estándar |                                            |              |          |  |
| N.º              | Título                                     | Escritor(es) | Duración |  |
| 1.               | «Music Don't Stop» (con Alejandro Álvarez) |              | 4:17     |  |
| 2.               | «The New World» (con Andrés Nusser)        |              | 4:02     |  |
| 3.               | «I Ponch Piano» (con The Formado)          |              | 4:06     |  |
| 4.               | «Himno (You Don't Know)» (con Catnapp)     |              | 4:39     |  |
| 5.               | «Take My Hand» (con Medicine8)             |              | 4:42     |  |
| 6.               | «Una Buena Decisión» (con Chano)           |              | 3:49     |  |
| 7.               | «Intro»                                    |              | 1:00     |  |
| 8.               | «Sí, Es Verdad» (con Boom Boom Kid)        |              | 5:19     |  |
| 9.               | «Zambala» (con Medicine8)                  |              | 5:05     |  |
| 10.              | «Tiki Tiki» (con Dread Mar-I)              |              | 3:32     |  |

### Sencillos
- 2010: "Kansas" (con Banda de Turistas)[15]
- 2011: "Please Me" (con Maxi Trusso)[16]
- 2012: "Take My Hand" (con Medicine8)[12]
- 2013: "Una buena decisión" (con Chano Moreno Charpentier de Tan Biónica)
- 2017: "Juira! Remix" (con Ciro y los Persas)